# Cú mèo khoang cổ
Otus lettia là một loài chim trong họ Strigidae.